# Espai històric Quatre Camins
L'Espai històric Quatre Camins és una obra de Vilalba dels Arcs (Terra Alta) protegida com a Bé Cultural d'Interès Local.

## Descripció
En aquest indret hi ha una creu de pedra de secció quadrada que té una base circular i un peu també de secció quadrada en el qual hi ha decoració vegetal (dues branques diferents entrellaçades) i dues fletxes creuades.

## Història
L'espai històric dels Quatre camins va ser un dels escenaris clau de la batalla durant les primeres setmanes en què s'esdevingué. Al voltant de l'indret anomenat Quatre Camins les unitats republicanes i franquistes es van disputar el control d'aquest nucli de comunicacions i, de retruc, el control del nucli urbà de Vilalba dels Arcs.
Els combats més importants van tenir lloc entre el 26 de juliol i el 20 d'agost de 1938, quan durant prop d'un mes ambdós exèrcits es van disputar el control d'aquesta zona i de la població que es troba a poc més de dos quilòmetres. Finalment, l'ofensiva franquista sobre el vèrtex Gaeta, iniciada el 19 d'agost, va aconseguir allunyar el front d'aquest sector durant la resta de la batalla.
El pas del temps i la transformació de la zona ha fet impossible la conservació de qualsevol vestigi original de l'època, però el 1968, per iniciativa de la Germandat del Terç de Nostra Senyora de Montserrat, la unitat que va defensar aquella posició amb un elevat cost humà, se va construir, sobre la petita cota que domina aquest punt, un monument en record a tots els combatents del Terç que hi van perdre la vida.

## Valors patrimonials
Aquest espai, com ja s'ha assenyalat, no conserva cap vestigi de la pròpia batalla, però si un dels monuments que els vencedors van erigir a diferents punts del territori per commemorar la seva victòria.
Els impulsors de la construcció d'aquest monument foren els veterans i familiars del Terç de Montserrat que formaven part de l'única unitat catalana de l'exèrcit franquista que va veure durant el 19 d'agost de 1938 les seves forces anorreades en els combats que es van desenvolupar a les proximitats dels Quatre Camins.